# Calvin Kattar
Calvin Kattar (Methuen, 26 marzo 1988) è un lottatore di arti marziali miste statunitense.

## Biografia
Figlio di James e Sandra Kattar, Calvin è nato e cresciuto a Methuen, nel Massachusetts. Ha due fratelli e una sorella. Dopo aver iniziato lo sport in prima media, Kattar è stato un wrestler eccezionale alla Methuen High School. Dopo il diploma, non era sicuro di dover lottare al college, e ha finito per scegliere di intraprendere una carriera nelle arti marziali miste. Ha conseguito un diploma al Middlesex Community College.